# Семеньо, Антуан
Антуан Серлом Семеньо (англ. Antoine Serlom Semenyo; род. 7 января 2000, Лондон) — ганский футболист, нападающий клуба «Борнмут» и сборной Ганы. Участник чемпионата мира 2022 года.

## Клубная карьера
Семеньо — воспитанник клуба «Бристоль Сити». В начале 2018 года для получения игровой практики он на правах аренды выступал за «Бат Сити». По окончании аренды Антуан вернулся в «Бристоль Сити». 6 мая в матче против «Шеффилд Юнайтед» он дебютировал в Чемпионшипе. Летом того же года Семеньо на правах аренды полгода выступал за «Ньюпорт Каунти». В начале 2020 года Семеньо был арендован «Сандерлендом». 1 февраля в матче против «Портсмута» он дебютировал в Первой лиге Англии. По окончании аренды Семеньо вернулся в «Бристоль Сити». 27 февраля 2021 года в поединке против «Суонси Сити» Антуан забил свой первый гол за клуб.
В начале 2023 года Семеньо перешёл в «Борнмут», подписав контракт на 4,5 года. Сумма трансфера составила 10 млн фунтов. 4 февраля в матче против «Брайтон энд Хоув Альбион» он дебютировал в английской Премьер-лиге.

## Международная карьера
Антуан родился в Англии, в семье выходцев из Ганы и принял решение, выступать за сборную этой страны. 1 июня 2022 года в отборочном матче Кубка Африки 2023 против сборной Мадагаскара Семеньо дебютировал за сборную Ганы. 17 ноября в товарищеском матче против сборной Швейцарии Антуан забил свой первый гол за национальную команду.
В 2022 году Семеьо принял участие в чемпионате мира в Катаре. На турнире он принял участие в матчах против сборных Уругвая и Португалии.

### Голы за сборную Ганы
| #   | Дата           | Место                    | Противник | Результат | Счёт | Соревнование                 |
| --- | -------------- | ------------------------ | --------- | --------- | ---- | ---------------------------- |
| 01. | 17 ноября 2022 | Шейх Заид, Абу-Даби, ОАЭ | Швейцария | 2:0       | 2:0  | Товарищеский матч            |
| 02. | 23 марта 2023  | Баба Яра, Кумаси, Гана   | Ангола    | 1:0       | 1:0  | Кубок африканских наций 2023 |